# Cnemaspis stellapulvis
Cnemaspis stellapulvis — вид ящірок з родини геконових (Gekkonidae). Описаний у 2020 році.

## Поширення
Ендемік Індії. Трапляється лише на ізольованому скелястому пагорбі на плато Майсур поблизу поселення Єдеюр в окрузі Мандья в штаті Карнатака.